# Монако на Европском првенству у атлетици у дворани 2013.
Монако је учествовао на 32. Европском првенству у дворани 2013 одржаном у Гетеборгу, Шведска, од 28. фебруара до 3. марта. Репрезентацију Монака представљао је један спортиста који се такмичио у трци на 800 метара.
Ово је било друго учешће Монака на европском првенству у атлетици у дворани.
На овом првенству представник Монака није освојио ниједну медаљу.

## Учесници
| Дисциплина | Мушкарци | Жене |
| ---------- | -------- | ---- |
| 800 м      | Брис Ете |      |

## Резултати

### Мушкарци
| Атлетичар | Дисциплина | Лични рекорд | Квалификације                | Квалификације                | Полуфинале           | Полуфинале           | Финале               | Финале       | Детаљи |
| Атлетичар | Дисциплина | Лични рекорд | Резултат                     | Место                        | Резултат             | Место                | Резултат             | Место        | Детаљи |
| --------- | ---------- | ------------ | ---------------------------- | ---------------------------- | -------------------- | -------------------- | -------------------- | ------------ | ------ |
| Брис Ете  | 800 м      | 1:51,38      | дисквалификован по чл.163.3б | дисквалификован по чл.163.3б | Није се квалификовао | Није се квалификовао | Није се квалификовао | 36 / 36 (37) |        |